# Arthur Loesser
Arthur Loesser (* 26. August 1894 in New York; † 4. Januar 1969 in Cleveland, Ohio) war ein US-amerikanischer Pianist, Musikpädagoge und –schriftsteller.

## Leben und Wirken
Der Halbbruder des Komponisten Frank Loesser besuchte das New York’s City College und studierte dann Zoologie an der Columbia University, bevor er am Institute of Musical Arts, dem Vorläufer der Juilliard School of Music Schüler von Sigismond Stojowski und Percy Goetschius wurde.
1913 debütierte er als Pianist in Berlin. In den Folgejahren unternahm er ausgedehnte Konzertreisen: durch die USA und Australien mit der Violinistin Maud Powell (1914–1919), mit dem russischen Violinisten Mischa Elman durch Japan, China und die Philippinen (1920–1921) und mit der Sängerin Ernestine Schumann-Heink wieder durch die USA (1921–1922).
Seit 1926 war er Professor am Cleveland Institute of Music. Seit 1943 diente er im U.S. Army Intelligence Department im Rang eines Majors und kam in dieser Eigenschaft Ende 1945 nach Tokio, wo er – in Uniform – mit dem Nippon Philharmonic Orchestra ein Konzert gab.
Nach dem Krieg wirkte er erneut am Cleveland Institute, wo er seit 1953 die Klavierabteilung leitete, daneben als Musikkritiker der Cleveland Press. Nach Humor in American Song (1943) erschien 1953 sein Hauptwerk Men Women and Pianos: A Social History. 1965 gehörte er neben Albert Petrak und Gregor Benko zu den Gründern der International Piano Archives (später International Piano Archives at Maryland – APAM), deren erster Präsident er wurde.
| Personendaten    | Personendaten                                                |
| ---------------- | ------------------------------------------------------------ |
| NAME             | Loesser, Arthur                                              |
| KURZBESCHREIBUNG | US-amerikanischer Pianist, Musikpädagoge und -schriftsteller |
| GEBURTSDATUM     | 26. August 1894                                              |
| GEBURTSORT       | New York                                                     |
| STERBEDATUM      | 4. Januar 1969                                               |
| STERBEORT        | Cleveland, Ohio                                              |